# 爱知治郎
爱知治郎（日语：／, 1969年6月23日—）是一位日本政治家。

## 生平
1969年出生于日本宫城县，毕业于中央大学法学部。后进入律师事务所。之后步入政坛，2005年担任防卫厅长官政务官，2008年担任参议院内阁委员长，2012年担任参议院行政监视委员长，2013年9月30日担任財務副大臣兼复兴副大臣。2016年担任自由民主党参议院政策审议会长。

## 家庭
父亲是愛知和男，祖父是愛知揆一，曾祖父是爱知敬一。